# Kimi to Koete Koi ni Naru
Kimi to Koete Koi ni Naru (キミと越えて恋になる?) es una serie de manga japonesa escrita e ilustrada por Chihiro Yuzuki. La serie comenzó a publicarse en el servicio Manga Mee de Shūeisha en mayo de 2021. Una adaptación de la serie de televisión de anime producida por Millepensee se estrenará en octubre de 2025.

## Sinopsis
La historia se desarrolla en un mundo donde humanos y bestias coexisten en medio de prejuicios sociales. La vida de Mari, estudiante de preparatoria, da un giro inesperado al conocer a Tsunagu, un estudiante bestia que se transfiere a su clase. Inicialmente aprensiva, Mari pronto descubre la naturaleza gentil y firme de Tsunagu, lo que da lugar a un vínculo cada vez más profundo que desafía las normas sociales y sus propias percepciones.

## Personajes
Mari Asaka (朝霞 万理 Asaka Mari?)
 Seiyū: Manaka Iwami
Tsunagu Hidaka (飛高 繋 Hidaka Tsunagu?)
 Seiyū: Takuya Eguchi
Yukihiro Aida (相田 雪紘 Aida Yukihiro?)
 Seiyū: Koutaro Nishiyama
Kisara (キサラ?)
 Seiyū: Ai Kakuma

## Contenido de la obra

### Manga
Kimi to Koete Koi ni Naru está escrita e ilustrada por Chihiro Yuzuki y comenzó a publicarse en el servicio de manga Manga Mee de Shūeisha el 19 de mayo de 2021. Sus capítulos se han recopilado en siete volúmenes tankōbon a partir de agosto de 2024.
Durante su panel en la Anime Expo 2024, Yen Press anunció que habían obtenido la licencia de la serie para su publicación en inglés y que el primer volumen se lanzará en diciembre de 2024.
| Volúmenes de manga publicados | Volúmenes de manga publicados | Volúmenes de manga publicados |
| Número                        | Fecha de lanzamiento          | ISBN                          |
| ----------------------------- | ----------------------------- | ----------------------------- |
| 1                             | 24 de diciembre de 2021       | ISBN 978-4-08-844571-7        |
| 2                             | 23 de junio de 2022           | ISBN 978-4-08-844653-0        |
| 3                             | 25 de noviembre de 2022       | ISBN 978-4-08-844657-8        |
| 4                             | 25 de abril de 2023           | ISBN 978-4-08-844745-2        |
| 5                             | 25 de septiembre de 2023      | ISBN 978-4-08-844831-2        |
| 6                             | 25 de marzo de 2024           | ISBN 978-4-08-843013-3        |
| 7                             | 23 de agosto de 2024          | ISBN 978-4-08-843042-3        |
| 8                             | 23 de enero de 2025           | ISBN 978-4-08-843097-3        |
| 9                             | 25 de junio de 2025           | ISBN 978-4-08-843144-4        |

### Anime
El 15 de enero de 2025 se anunció una adaptación de la serie de televisión de anime. Será producida por Millepensee y dirigida por Shin Itagaki y Hiromi Kimura, con guiones escritos por Itagaki, personajes diseñados por Kimura y música compuesta por Akiyoshi Yasuda. La serie se estrenará el 14 de octubre de 2025 en Tokyo MX y otras cadenas. El tema de apertura, "Kusuguttai", es interpretado por CHICO with HoneyWorks. REMOW obtuvo la licencia de la serie.